# Pārājūq
Pārājūq (persiska: باراجوق, پاراجوق, Bārājūq) är en ort i Iran.   Den ligger i provinsen Västazarbaijan, i den nordvästra delen av landet, 600 km väster om huvudstaden Teheran. Pārājūq ligger 1 296 meter över havet och antalet invånare är 386.
Terrängen runt Pārājūq är platt åt nordost, men åt sydväst är den kuperad.Runt Pārājūq är det ganska tätbefolkat, med 185 invånare per kvadratkilometer. Närmaste större samhälle är Urmia, 8,6 km väster om Pārājūq. Trakten runt Pārājūq består till största delen av jordbruksmark.